# Nicholas Revett
Nicholas Revett (1720-Londres, 1 de junio de 1804), fue un arquitecto, arqueólogo y pintor británico. Es mejor conocido por su trabajo The Antiquities of Athens, realizado con James Ateniense Stuart documentando las ruinas de la antigua Atenas, considerado el primer estudio sistemático y cuasi científico de los monumentos griegos antiguos. A veces se le describe como un arquitecto aficionado, pero jugó un papel importante en el resurgimiento de la arquitectura neogriega en Gran Bretaña.

## Biografía
Se cree que Revett habría nacido en Framlingham, Suffolk, aunque su familia vivía cerca de Brandeston. Fue bautizado en la Iglesia de San Miguel Arcángel, Framlingham. Estudió con el pintor proto neoclásico Marco Benefial.

### Primer viaje
Revett fue a Roma en 1742 para estudiar pintura, así como los conceptos básicos de arquitectura y técnicas para medir monumentos. Revett conoció allí a James Stuart, que también había ido para continuar su educación artística. Decidieron viajar a Grecia. Según el Dictionary of National Biography, antes conocieron a sir James Gray, K. B., un residente británico en Venecia, y a través de su agencia, fueron elegidos miembros de la Society of Dilettanti en Londres. La Sociedad había sido fundada por hombres, incluido Gray, que habían realizado el Grand Tour: su patrocinio iba a resultar importante para Revett.
Con su compañero de viaje James Stuart, había definido el propósito de su viaje a Roma ya en 1748: recopilar la mayor cantidad de información posible sobre monumentos antiguos, medir todos los detalles, tomar vistas exactas de las decoraciones talladas, grabar las vistas, planos, elevaciones y publicar todo en tres volúmenes. Revett estaba más específicamente a cargo de medir los monumentos. El viaje fue subvencionado por la Sociedad de Dilettanti.
En Grecia permanecieron principalmente en Atenas, adonde llegaron en marzo de 1751. También visitaron algunas islas del Egeo, como Delos. Permanecieron en Grecia hasta el otoño de 1753.

### La publicación deThe Antiquities of Athens
En Inglaterra, Revett y Stuart prepararon la obra para su publicación y encontraron suscriptores para The Antiquities of Athens. Se pretendía que el proyecto constara de cuatro volúmenes, aunque también apareció un volumen complementario. Las ilustraciones incluyen 368 aguafuertes y láminas grabadas, planos y mapas dibujados a escala.[cita requerida]
Aunque su rival francés Julien-David Le Roy ya había publicado su libro sobre los monumentos griegos antiguos Les Ruines des plus beaux bâtiments de la Grèce (1758) antes de The Antiquities of Athens, la precisión del trabajo de Revett y Stuart le dio a su estudio la reputación de ser el primero de su tipo en estudios de la antigua Grecia; por ejemplo, Revett y Stuart fueron los primeros europeos en describir la existencia de la policromía griega antigua.
El primer volumen, en el que se describe a los autores como «painters and architects», apareció en 1762/63. Revett renunció a su interés en el proyecto después del primer volumen, pero Stuart continuó involucrado hasta su muerte en 1788. El cuarto volumen apareció en 1816, año en que el gobierno británico adquirió los mármoles de Elgin.

### Segundo viaje
Revett participó en una segunda expedición en la década de 1760. Viajó con Richard Chandler y William Pars a Grecia y Jonia bajo los auspicios de la Sociedad de Dilettanti. (Parece que se había enemistado con Stuart después de la publicación del primer volumen de The Antiquities of Athens). Partieron el 9 de junio de 1764 y regresaron el 2 de noviembre de 1766. El propósito del viaje había sido fijado por la Sociedad de Dilettanti que lo financió: «estudiar con la mayor precisión posible las regiones visitadas para dar la idea más completa posible, de su estado, antiguo y actual, con especial atención a los monumentos antiguos». Revett estuvo a cargo de todos los dibujos arquitectónicos.
Las instrucciones, redactadas el 17 de mayo de 1764, decían que los viajeros harían de Esmirna su cuartel general, y desde allí «... harían excursiones a los varios restos de antigüedades de los alrededores; para hacer planos y medidas exactos, para hacer dibujos precisos de la bajorrelieves y ornamentos... copiando todas las inscripciones con las que te encontrarás y llevando diarios minuciosos».[cita requerida]
Revett murió en Londres, y fue enterrado en Brandeston.

## Edificios de Nicholas Revett

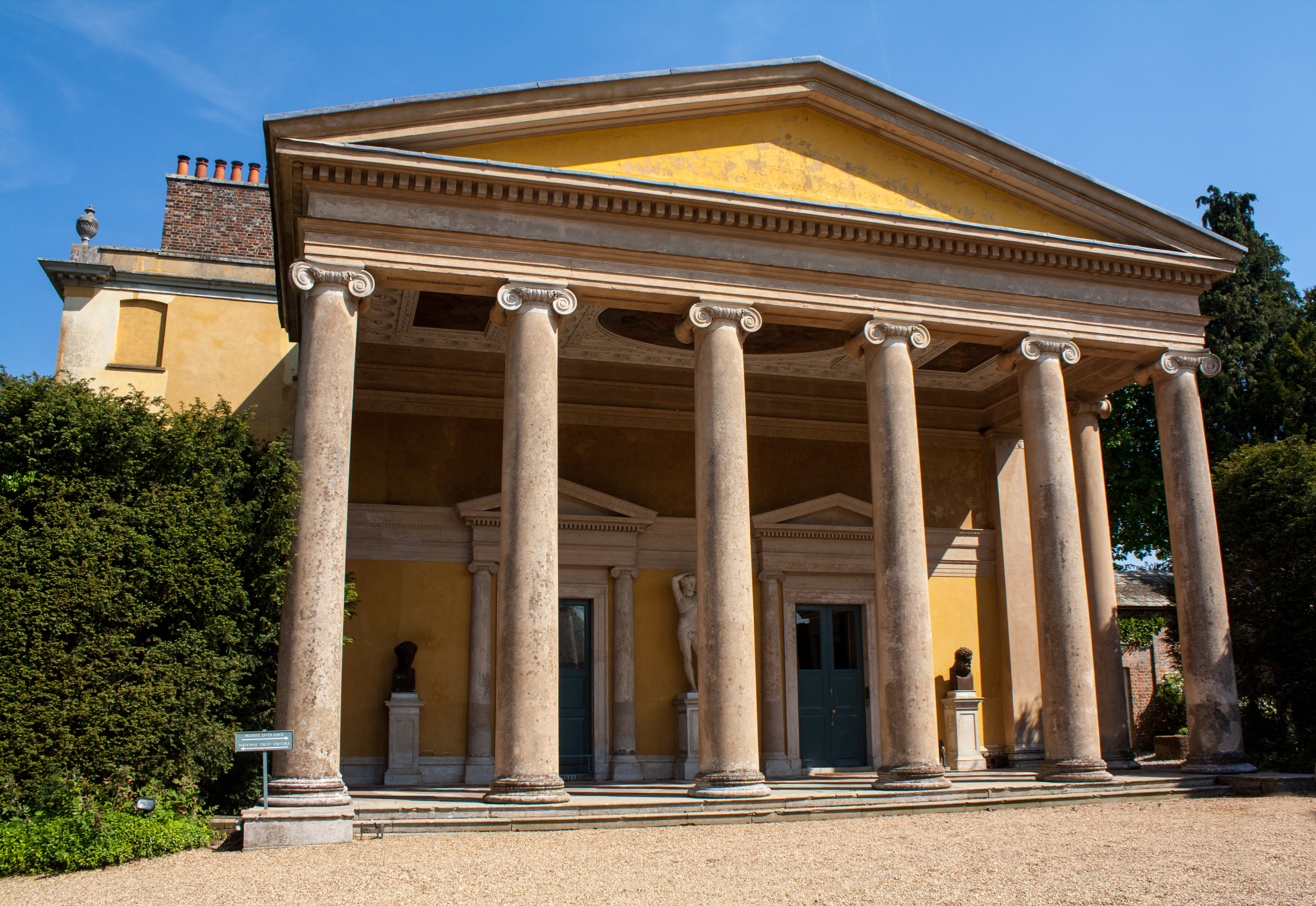
Pórtico oeste de West Wycombe Park

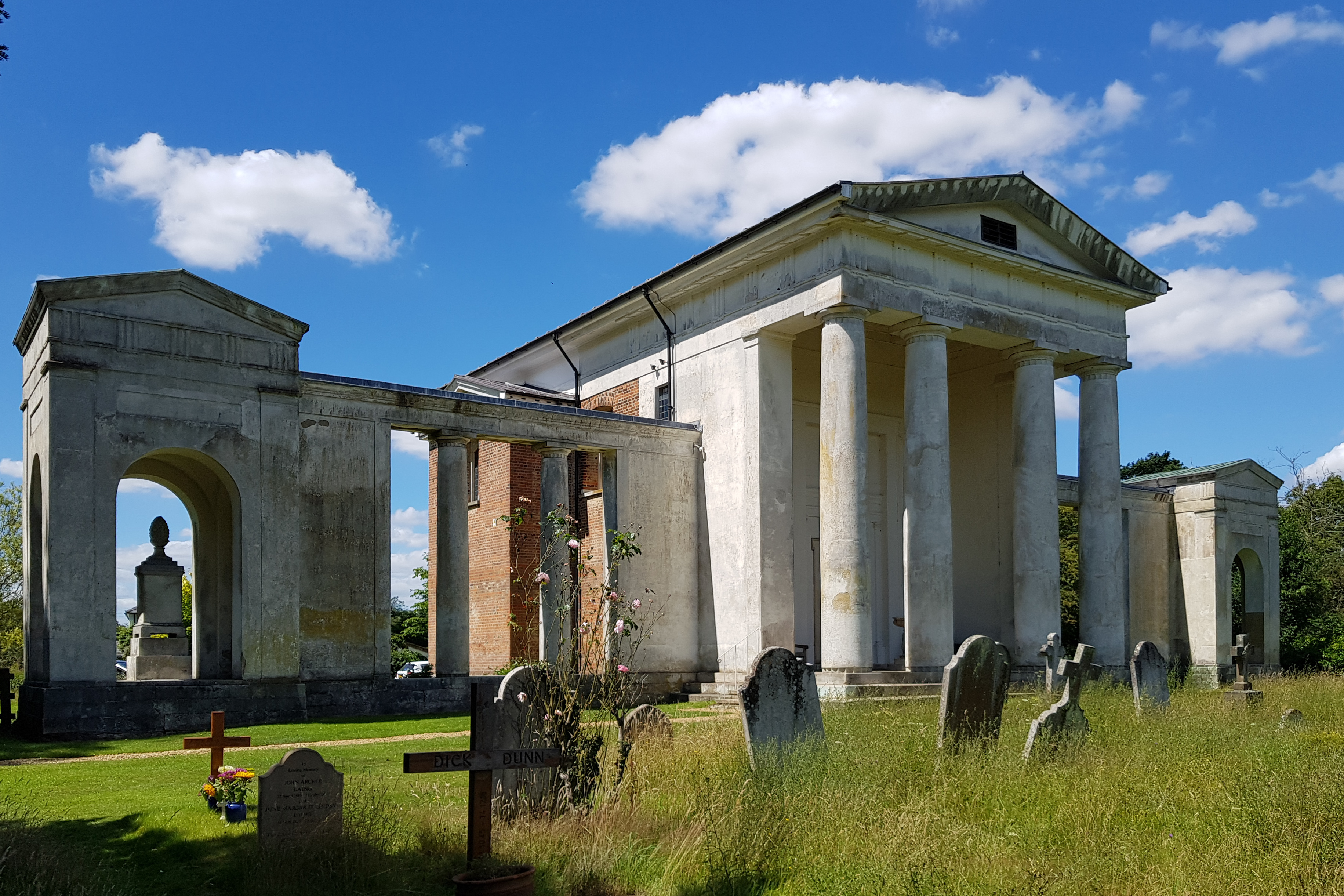
Iglesia de Ayot St Lawrence

No hay muchos edificios atribuidos a Revett. Se consideraba un caballero y probablemente era lo suficientemente acomodado como para no tener que ganarse la vida, aunque se dice que experimentó «dificultades pecuniarias» hacia el final de su vida.
- Ampliación de casas
  - Revett diseñó dos adiciones 'griegas' para dos casas de campo inglesas que, posiblemente, dieron inicio, a partir de la década de 1760, al período del «renacimiento griego» o neogriego (Greek Revival) en la arquitectura británica. Los propietarios de las casas eran miembros de la Society of Dilettanti. Las propiedades en cuestión fueron:
    - Standlynch Park, Wiltshire, ahora conocida como Trafalgar Park. Revett añadió un pórtico a esta casa que era el hogar de Henry Dawkins (hermano de su amigo y compañero explorador, James Dawkins). El pórtico se inspiró en un pórtico en Delos y en él usó el dórico deliano: columnas no estriadas, excepto dos pequeñas bandas en la parte superior y en la base (como en el templo helenístico de Apolo en Delos).
    - West Wycombe Park, Buckinghamshire. Revett agregó el pórtico oeste a esta casa en 1770-1771, que fue el hogar de Francis Dashwood. El pórtico octóstilo se basa en el templo de Baco en Teos. El tema báquico se adaptaba bien a la extravagante convivencia de Dashwood, un sello distintivo de los Dilettanti. El techo es una cita de una de las edificaciones de Palmyra, tal y como aparece reproducida en la obra Ruins of Palmyra (1753), de Robert Wood. Se considera el ejemplo más antiguo de arquitectura neogriega en Gran Bretaña.[5]
- Edificio completo: The Rectory, Mereworth, Kent (vendido por la iglesia en 1958 y desde entonces conocido como Mere House). Esta propiedad fue diseñada en 1780 para el patrón Francis Dashwood y sólo es conocida la construcción interna completa de Revett[6] El constructor fue Luffman Atterbury, un topógrafo que había trabajado para Dashwood en West Wycombe. Se hicieron modificaciones hacia 1830 y 1876, pero muchas de las características de Revett permanecen.[7]
- Iglesia: Iglesia St Lawrence de Ayot, Hertfordshire (un edificio de la década de 1770) ha merecido una mención, por ejemplo, por el obituario de Revett en The Gentleman's Magazine,[8] y por Lionel Cust en el Dictionary of National Biography.

## Publicaciones
- 1748: Proposals for Publishing an Accurate Description of the Antiquities of Athens.
- 1762-1816:The Antiquities of Athens (1762) [Las antigüedades de Atenas], con James Stuart (solo participó en la elaboración del primer volumen).
- 1769-1796: Richard Chandler, Nicholas Revett, W. Pars: Ionian Antiquities Londres 1769 [Antigüedades jónicas] .
- 1776 Richard Chandler, Nicholas Revett: Travels in Asia Minor and Greece [Viajes en Asia Menor y Grecia].